# Chaserey

Chaserey este o comună în departamentul Aube din nord-estul Franței. În 1 ianuarie 2022 avea o populație de 46 de locuitori.